# Fredro Starr
Fredro Starr, nome d'arte di Fredro Scruggs (New York, 18 aprile 1970), è un rapper e attore statunitense.

## Biografia
Nato a South Jamaica (Queens) Fredro viene scoperto dai Run-D.M.C. e in particolare da Jam Master Jay. Inizia la sua carriera di rapper nel 1991 come membro degli Onyx insieme al cugino Sticky Fingaz, a Sonsee e a Big DS. Nel 1993 il gruppo debutta con l'album Bacdafucup; l'album ottiene molto successo grazie anche ai singoli "Slam", Throw ya guns" e "Shiftee" che ebbero molto successo sia in radio sia in televisione ed è stato certificato platino il 25 ottobre 1993. Nella sua carriera ha prodotto solo due album da solista ovvero Firestarr del 2001 e Don't Get Mad Get Money nel 2003. Nel 1993 Forest Witaker debutta come regista con il film Strapped e ingaggia il rapper Fredro nel suo film nel quale è anche protagonista. Successivamente recita anche in film come Clockers di Spike Lee, L'allenatrice, New York Miami - La strada del rap, Una voce per gridare e Save the Last Dance dove realizza anche una colonna sonora per il film. Successivamente assieme a Layzie Bone dei Bone Thugs-n-Harmony realizza un EP dal titolo Firesquad. Altre piccole parti di carriera sono la serie tv hip hop Dance 360 e altri ruoli in NYPD Blue, Law & Order, Blade - La serie, Terra promessa e nel 2009 il ruolo di Nicky Gannon nella serie CSI: Miami.

## Vita privata
Dal 2007 è stato sposato con la super modella croata Korina Longin ma i due hanno divorziato nel 2011.

## Discografia
- 1993: Bacdafucup (Onyx)
- 1995: All We Got Iz Us (Onyx)
- 1998: Shut 'Em Down (Onyx)
- 2001: Firestarr (solista)
- 2002: Bacdafucup Part II (Onyx)
- 2003: Don't Get Mad Get Money (solista)
- 2003: Triggernometry (Onyx)
- 2008: Cold Case Files: Murder Investigation (Onyx)
- 2012: Cold Case Files: Vol. 2 (Onyx)
- 2013: Made in the Streets (con The Audible Doctor) (solista)
- 2014: #WakeDaFucUp (Onyx)
- 2015: Against All Authorities (EP) (Onyx)
- 2017: Shotgunz In Hell (con Dope D.O.D.) (Onyx)
- 2018: Black Rock (Onyx)
- 2018: Firestarr 2 (solista)
- 2019: SnowMads (Onyx)

### Mixtape
- Outlawz & DJ Fatal Presents Young Noble - Noble Justice: The Lost Song (2007, One Nation)

### Compilation appearances
- Young Noble & JT The Bigga Figga Presents: Street Warz (October 22, 2002, Get Low/Outlaw)

### Guest appearances
- 2001: "Don't Be Afraid" (Jerzey Mob ft. Outlawz)
- 2002: "Desperado" (Yukmouth featuring Young Noble)
- 2002: "I'm An Outlaw" (Hussein Fatal featuring Young Noble)
- 2002: "My Niggaz" (Hussein Fatal featuring Phat Bossi & Young Noble)
- 2002: "Whatcha Gonna Do" (2Pac featuring Kastro & Young Noble)
- 2002: "Ride With Tha Lawz" (E.D.I. featuring Young Noble)
- 2002: "Taught You Betta" (Hellraza featuring Young Noble)
- 2002: "Street Commando" (Big Syke featuring Napoleon & Young Noble)
- 2003: "Want War" (Sean T featuring Young Noble, A-Wax & Eddie Projects)
- 2003: "The Truth" (Rome featuring Young Noble)
- 2004: "Thug Song" (Louie Loc feat. Bad Azz & Young Noble)
- 2004: "The Uppercut" (2Pac featuring E.D.I. & Young Noble)
- 2004: "Black Cotton" (2Pac featuring Eminem, Kastro & Young Noble)
- 2004: "American Me" (Yukmouth featuring Chino Nino, C-Bo & Young Noble)
- 2004: "G.A.M.E." (The Game featuring Young Noble)
- 2004: "Exclusively" (The Game featuring Young Noble & GetLow PLayaz)
- 2004: "We're Still Outlawz" (H-Wood featuring Genesis, Izreal & Young Noble)
- 2005: "Everythang" (J. Gotti featuring Daz Dillinger & Young Noble)
- 2005: "Picture Me Rollin'" (Play-n-Skillz featuring Paul Wall & Young Noble)
- 2006: "Restless" (Trae featuring Young Noble)
- 2006: "Don't Stop" (2Pac featuring Yaki Kadafi, Hussein Fatal, Big Syke, Stormey & Young Noble)
- 2006: "Thug Affair" (II Squad featuring Roc Vegas, Eddie K & Young Noble)
- 2007: "Ain't No Thang" (A-Wax featuring Stormey, Danny Boy & Young Noble)
- 2007: "Around Here" (Begetz featuring Young Noble)
- 2007: "Fillmoe 2 San Jo" (Assassin featuring JT The Bigga Figga & Young Noble)
- 2007: "Year Of The Tiger" (stic.man featuring Young Noble)
- 2008: "Shine" (Paypa Boiz ft. Young Noble & MC Breed)
- 2009: "Bad Enough" (RedMusicUk Ft. Shade Sheist, TQ & Young Noble)
- 2009: "Say What" (Mal da Udal ft. Dzham & Sticky Fingaz)

## Filmografia parziale
- Armati di pistola (Strapped), regia di Forest Whitaker - film TV (1993)
- Clockers, regia di Spike Lee (1995)
- The Addiction - Vampiri a New York regia di Abel Ferrara (1995)
- NYPD Blue - serie TV
- Save the Last Dance, regia di Thomas Carter (2001)
- Torque, regia di Joseph Kahn (2004)
- The Wire – serie TV
- CSI: Miami - serie TV (2009)
- Blade - La serie (Blade: The series) - serie TV

## Doppiatori italiani
Nelle versioni in italiano dei suoi lavori, Fredro Starr è stato doppiato da:
- Giorgio Borghetti in Clockers
- Oreste Baldini in The Addiction - Vampiri a New York
- Massimiliano Alto in Save the Last Dance
- Edoardo Stoppacciaro in CSI: Miami
- Corrado Conforti in CSI: NY